# Kitfo
Il kitfo (in lingua amarica ክትፎ, talvolta citato come ketfo, è un piatto tradizionale della cucina etiopica.

## Descrizione
La preparazione è composta da carne di manzo cruda tritata e poi marinata in mitmita, una miscela di piccante peperoncino e di spezie a base di polvere di niter kibbeh e burro chiarificato aromatizzato con infusi di erbe e spezie. Il termine deriva dalla radice KTF delle lingue semitiche dell'Etiopia, che significa "tagliare finemente, tritare".
Il kitfo poco cotto è conosciuto come kitfo leb leb. Il kitfo può essere servito come contorno, o mescolato a formaggio dolce e cotto su foglie di verdura. In molte parti d'Etiopia, il kitfo è servito con injera, una focaccia a base di teff, anche se nella tradizionale della cucina guraghé, si usa il kocho , un pane spesso fatto con l'ensete. Una foglia di ensete viene spesso usata come guarnizione del piatto. Sebbene non sia considerata una prelibatezza, il kitfo è generalmente tenuto in grande considerazione.